# Simon von Nathusius

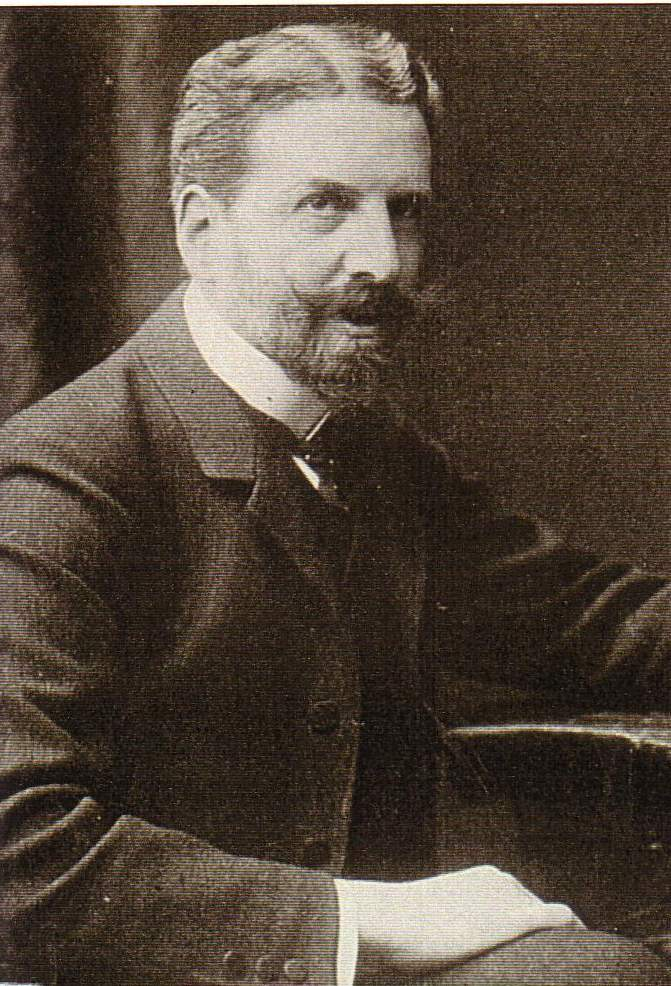
Simon von Nathusius, ca. 1910

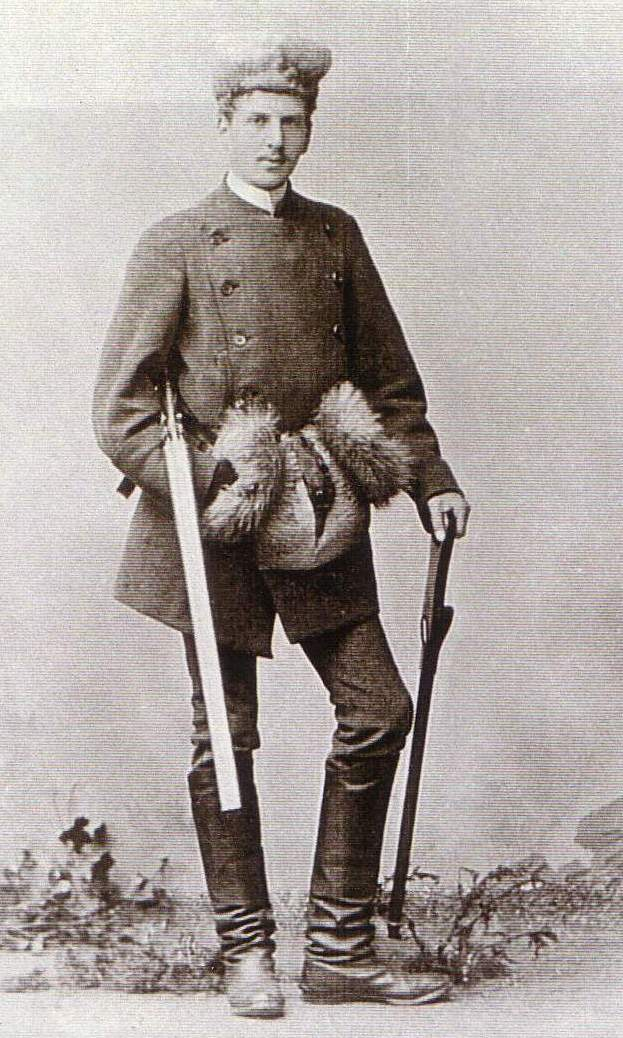
Simon von Nathusius, ca. 1888

Simon Johannes Engelhard von Nathusius (* 24. Februar 1865 in Althaldensleben; † 24. September 1913 in Halle (Saale)) war ein deutscher Wissenschaftler und Hochschullehrer. Er stammte aus einer Familie, die im 19. Jahrhundert im Raum Magdeburg bekannt wurde.

## Jugend und Ausbildung
Simon von Nathusius war das elfte Kind und der neunte Sohn des Landrats Heinrich Engelhard von Nathusius, eines Rittergutsbesitzers in Althaldensleben und Mitglieds des Provinziallandtages, und dessen Ehefrau Luise, geborene Behmer. Er verlebte auf dem ehemaligen Klostergut Althaldensleben eine unbeschwerte Jugend, überschattet einzig durch den Verlust der Mutter als 12-Jähriger. Ab etwa diesem Zeitpunkt besuchte er das Progymnasium in Magdeburg und im Anschluss die Klosterschule in Roßleben, an der er 1885 das Abitur ablegte. In Folge studierte er zunächst Jura und Geschichte in Berlin, wechselte dann aber zu dem ihn mehr interessierenden Studium der Landwirtschaft in Halle (Saale). Nach dem Grundstudium absolvierte er ein praktisches landwirtschaftliches Jahr auf einem Diest’schen Besitz in Plantikow (Pommern), studierte dann in Berlin weiter und schloss das Studium 1891 in Halle mit einer Dissertation bei Julius Kühn ab. Nathusius war Mitglied der ALV Agronomia in Halle.

## Berufsleben

### Landwirt
Nathusius’ Vater war 1890 gestorben und die erbenden Kinder hatten zunächst entschieden, dass der Gutsbetrieb in Althaldensleben von Simon von Nathusius weitergeführt werden sollte. 1894 musste der Besitz aber verkauft werden, da sich die Geschwister nicht über eine Erbteilung unter Beibehaltung des Betriebes einigen konnten. Nun wandte Nathusius sich ganz der wissenschaftlichen Tätigkeit zu.

### Hochschullehrer
1897 habilitierte er sich an der Universität Breslau als Privatdozent und wurde 1902 außerordentlicher Professor für Tierzucht der Universität in Jena. Seit 1910 war er ordentlicher Professor für Landwirtschaft, Ordinarius und Direktor der Abteilung für Tierzucht und Molkereiwesen am Landwirtschaftlichen Institut der Universität Halle. Im Berufungsvorschlag der Philosophischen Fakultät der Universität Halle wurde unter anderem festgestellt, dass „unter den Extraordinarien der Tierzuchtlehre zur Zeit niemand sei, der ihm gleichgestellt werden könne“. Einen besonderen Schwerpunkt seiner Arbeit als Hochschullehrer legte Nathusius auf die Auswertung und Bekanntmachung der Arbeiten seines Lehrers Julius Kühn. Mit Karl Steinbrück (1869–1932), dem späteren ordentlichen Professor für landwirtschaftliche Betriebslehre und Direktor des landwirtschaftlichen Instituts an der Universität in Halle, begründete er das Kühn-Archiv (1911ff.) der Universität Halle. In den gut drei Jahren seiner Lehrtätigkeit in Halle betreute er 20 Doktoranden. Bereits seit 1904 gab Nathusius auch die Zeitschrift Deutsche Pferdezucht heraus.
Im Frühjahr 1913 führte er noch eine zweimonatige Reise nach der Krim und Südrussland durch, auch, um dort Zuchtböcke zum Aufbau einer eigenen Karakulzucht im Haustiergarten in Halle zu kaufen. Im September 1913 erkrankte er dann aber an einer Mittelohrvereiterung, die zu spät behandelt und operiert wurde. Am 24. September 1913 starb Nathusius erst 48-jährig in Halle.

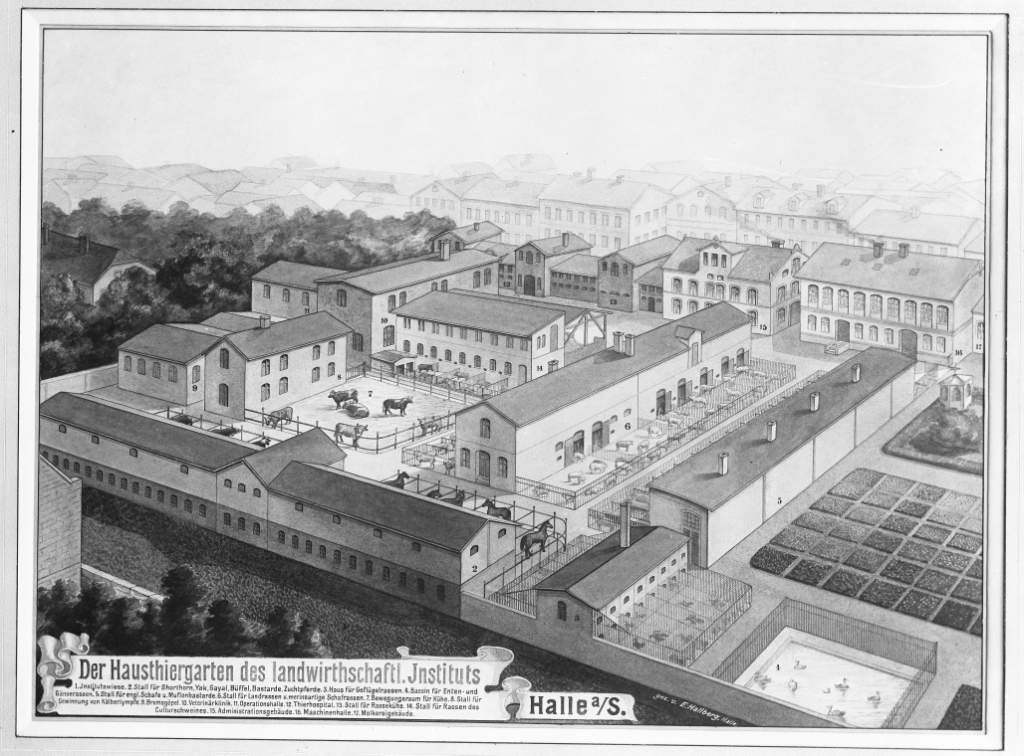
Der sogenannte „Haustiergarten“ des landwirtschaftlichen Instituts in Halle/Saale auf einem Stich von 1888

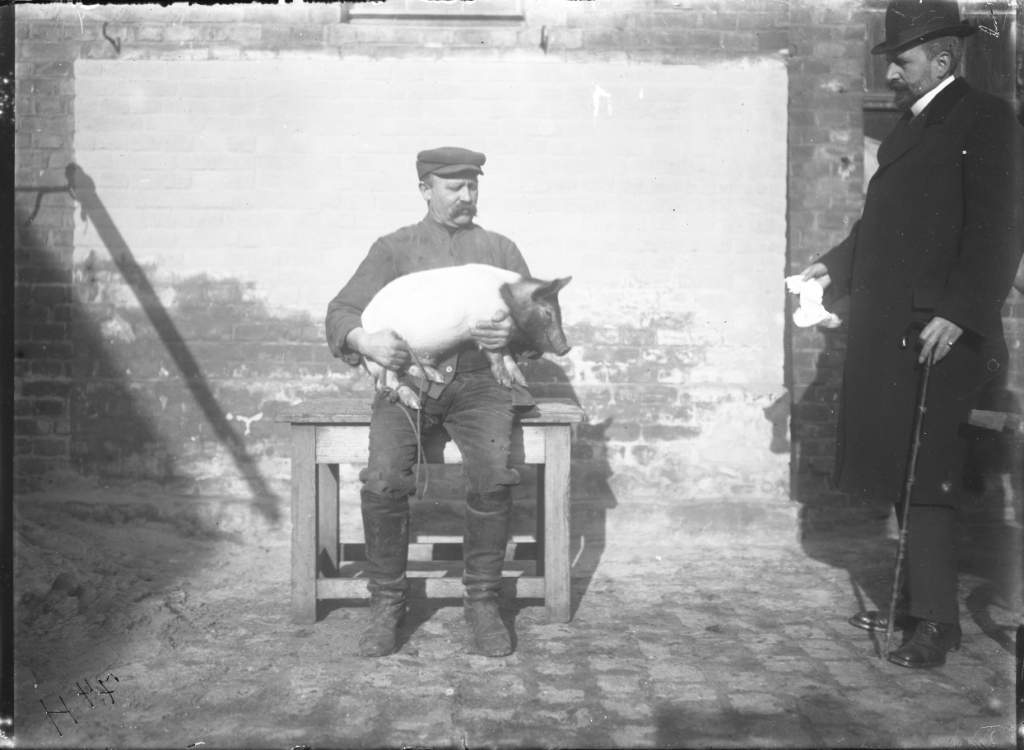
Professor Simon von Nathusius begutachtet ein im Haustiergarten gezüchtetes Hannover-Braunschweigisches Landschwein, präsentiert von Hofmeister Müller, 1911

### Wissenschaftler
In seiner wissenschaftlichen Arbeit konzentrierte sich Nathusius vor allem auf seine Spezialgebiete Vererbungslehre und Tierzucht. Viele seiner Erkenntnisse gewann er im bereits erwähnten Haustiergarten des damaligen landwirtschaftlichen Instituts der Universität Halle, der zu der weltweit bedeutendsten Sammlung von Haustieren (so wurden Hunderte von Tieren zu Zuchtversuchen gehalten; die Skelettsammlung umfasst im heute zugänglichen Museum sogar mehrere Tausend Exemplare) werden sollte. Hier wurden wegweisende Kreuzungsexperimente und Rassenvergleiche von Julius Kühn und Nathusius durchgeführt, die zur Klärung der Bedeutung der Erbanlagen von Elterntieren beitrugen. Besondere Bedeutung kam dabei den Züchtungsversuchen zu, bei denen die wiederentdeckten Mendelschen Regeln angewandt wurden. Auch für die Schweinezucht waren die theoretischen Arbeiten von Hermann Settegast, Julius Kühn und Nathusius von grundlegender Bedeutung für spätere Zuchtarbeit.
Unter der Leitung von Nathusius wurde der 1865 von Julius Kühn gegründete Haustiergarten völlig umgestaltet. Neben seinen wissenschaftlichen Tätigkeiten lag Nathusius aber auch sehr an der Entwicklung konkreter Lösungen für die Praxis. Während vorher im Haustiergarten zur Abstammung und Verwandtschaft der Haustiere im Wesentlichen nur geforscht wurde, wurden unter Nathusius zunehmend auch viehwirtschaftlich-praktische Untersuchungen angestellt. Auch der Neubau des Tierzuchtinstituts erfolgte nach seinem Plänen, die allerdings abschließend erst 1914 – bereits nach seinem Tod – realisiert werden konnten.

### DLG
Noch als Student (1889) wurde Nathusius Mitglied der Deutschen Landwirtschafts-Gesellschaft, für deren Arbeit er sich sehr interessierte. 1896 wurde er in den DLG-Sonderausschuss für die Pferdezucht gewählt, einem Gebiet, dem seine Sympathien und wissenschaftlichen wie praktischen Neigungen in erster Linie gehörten. Nathusius führte die Messungen an Pferden zur Unterscheidung von Rasseverhältnissen in Deutschland ein. Ab 1909 organisierte und leitete er im Auftrag der Deutschen Landwirtschafts-Gesellschaft auch das Revisionswesen der deutschen Pferdezucht-Verbände.

### Funktionen
Nathusius betätigte sich in verschiedenen Institutionen, war unter anderem Mitglied im Pferdezucht-Verband der Provinz Sachsen sowie Mitbegründer und Vorstandsmitglied der Deutschen Gesellschaft für Züchtungskunde. Er wurde von der Landwirtschaftskammer der Provinz Sachsen in den Ausschuss für Viehzucht gewählt. Die gewerblichen Pferdezüchter wählten ihn als Vorsitzenden der Hengstkörungskommission.

### Auszeichnungen
Nathusius erhielt die Grosse bronzene Medaille für Verdienste um die Pferdezucht. Im Herbst 1912 wurde ihm zu Ehren der Simon-von-Nathusius-Preis des Pferdezucht-Verbandes der Provinz Sachsen gestiftet. Ebenfalls im Jahr 1912 wurde er zum Mitglied der Leopoldina gewählt.

## Familie
Am 19. August 1899 heiratete Simon von Nathusius in Hamburg die Alice Lüdert (1880–1960), Tochter des Hermann Lüdert, eines Kaufmannes und dessen Ehefrau, der Lilly Deppermann. Das Paar hatte drei Kinder. Der Sohn Heinrich (1900–1964), studierte – den väterlichen Interessen folgend – zunächst Landwirtschaft. Er promovierte im Jahr 1926 mit einer Dissertation zu Pferdemessungen beim Nachfolger des Vaters an der Universität in Halle, Professor Gustav Frölich. Später wurde er Geschäftsführer in der Elektroindustrie. 1902 wurde die Tochter Lilly geboren, die ab 1924 – ebenfalls von den Tätigkeiten des Vaters beeinflusst – als Assistentin bei den bedeutenden landwirtschaftlichen Hallenser Professoren Theodor Roemer und dessen Nachfolger Gustav Könnecke, sowie dem Detmolder Professor Paul Friedrich Pelshenke, einem Schüler Roemers’, arbeitete. 1955 erschien der von ihr zusammengestellte Lebensabriss Theodor Roemers und sein Werkverzeichnis. Die zweite Tochter hieß Ehrengard.
Simon von Nathusius’ Vater Heinrich Engelhard hatte mehrere Brüder, die auch als Züchter und Wissenschaftler bekannt wurden: Hermann von Nathusius, August Engelhard von Nathusius und Wilhelm Engelhard von Nathusius.

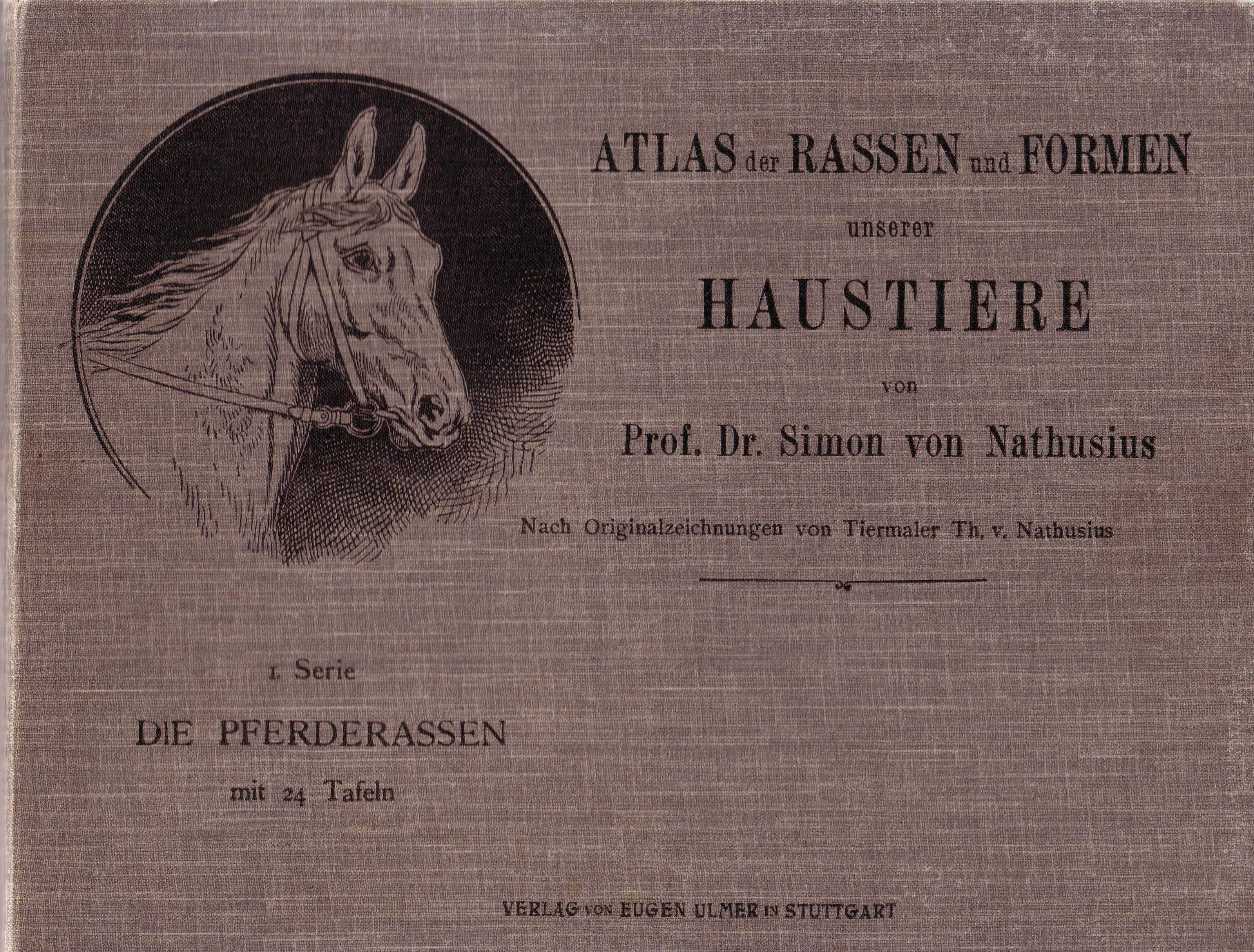
Atlas der Rassen und Formen unserer Haustiere in vier Teilen. I. Serie: Die Pferderassen, II. Serie: Die Schweinerassen. Die Schafrassen. Die Ziegenrassen, III. Serie, IV. Serie: Verschiedenheit der Formen, verursacht durch Variabilität, Gebrauchszweck, Aufzucht, Alter, Geschlecht u.s.w.

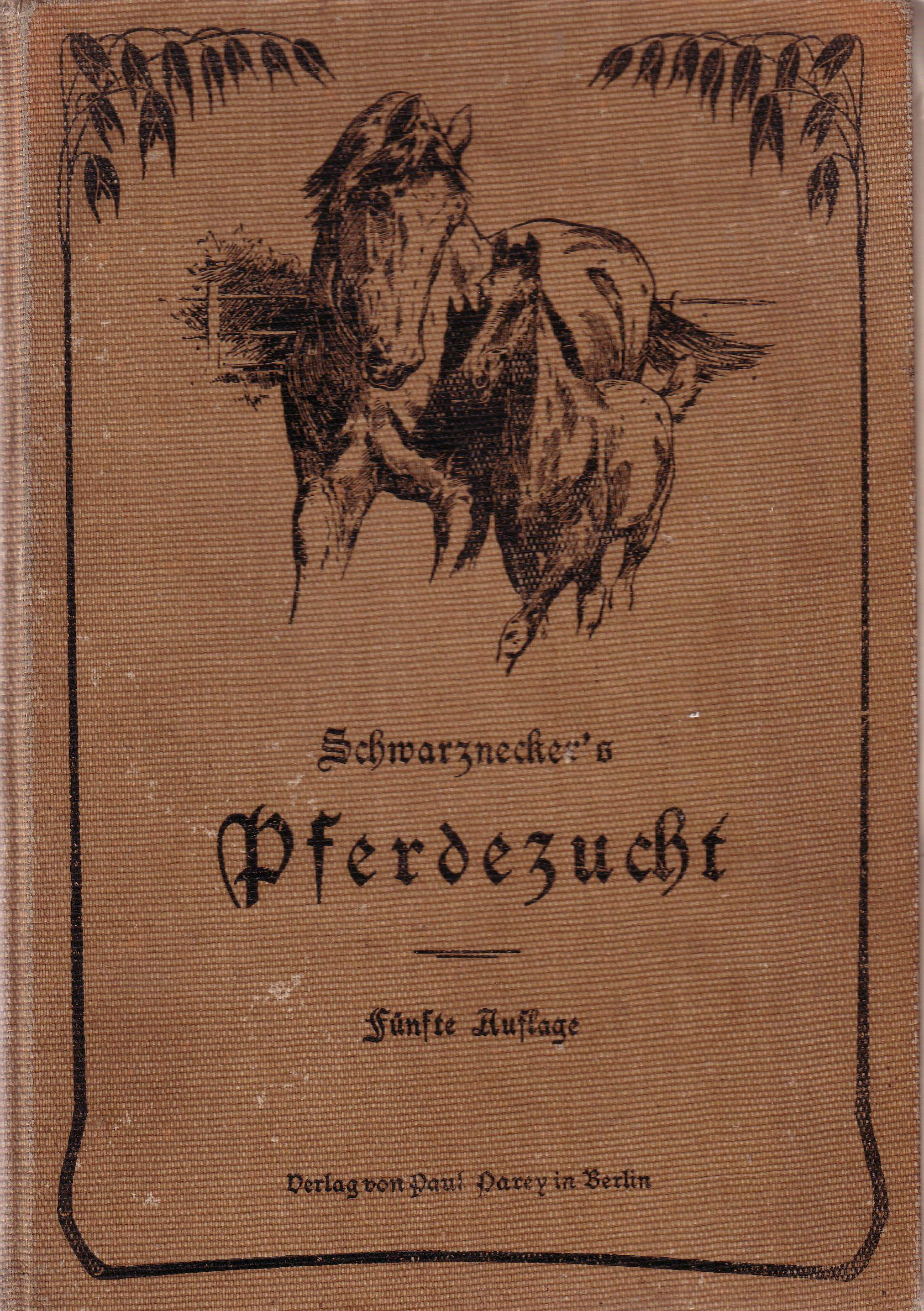
Simon von Nathusius war Herausgeber der vierten und fünften Auflage des Standardwerkes Schwarzenecker's Pferdezucht, hier die fünfte Auflage von 1910

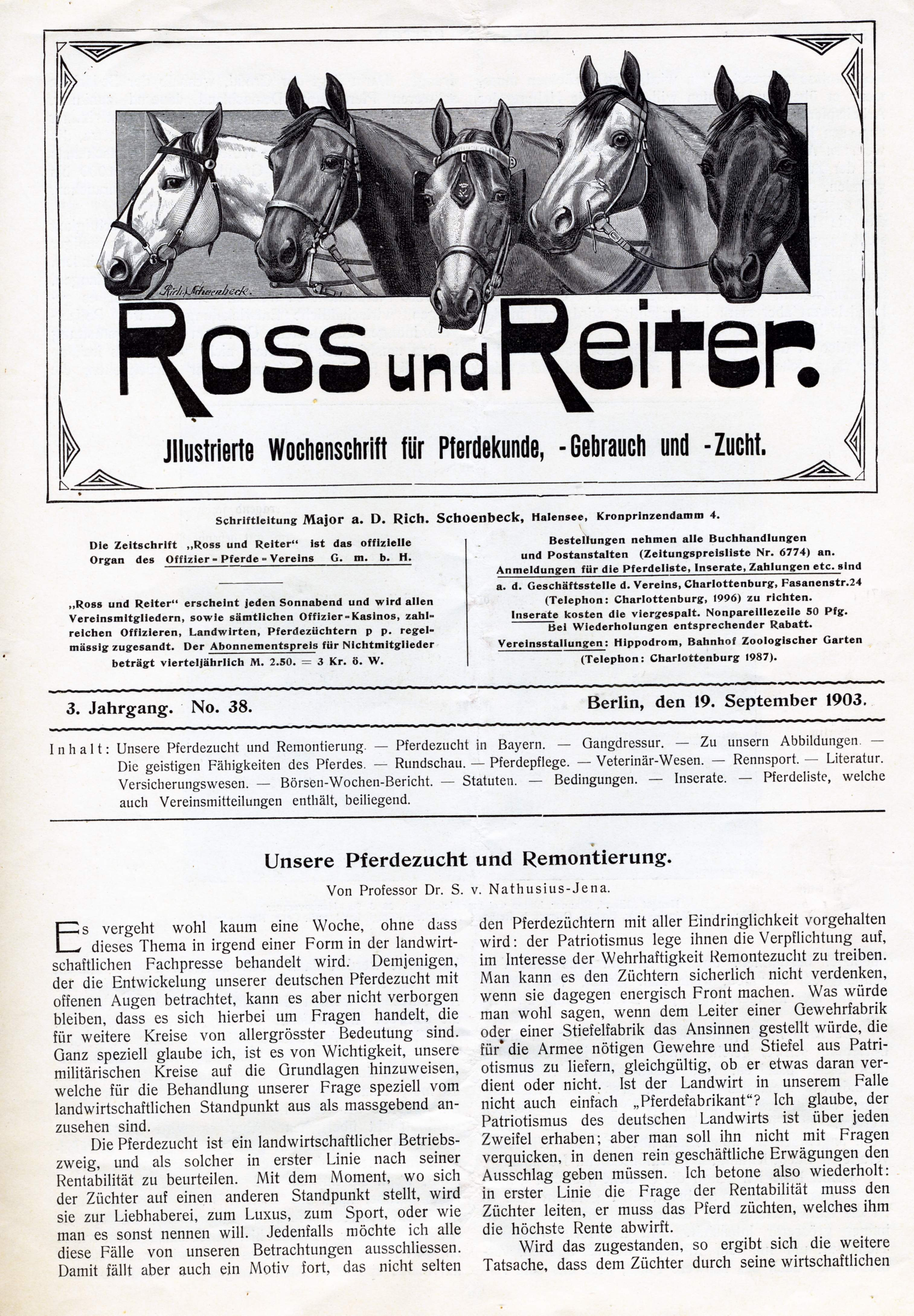
Unsere Pferdezucht und Remontierung, Artikel von Simon von Nathusius in der Zeitschrift Ross und Reiter, Illustrierte Wochenschrift für Pferdekunde, – Gebrauch und -Zucht, Offizier-Pferde-Verein GmbH, 3. Jahrgang, Nr. 38, 19. September 1903, Berlin, 1903

## Werke
Simon von Nathusius veröffentlichte rund 250 Bücher oder Beiträge zu Sammelwerken oder Fachmedien. Dazu gehören:
- Unterschiede zwischen der morgen- und abendländischen Pferdegruppe am Skelett und am lebenden Pferd. Beitrag zur Rassenkunde unserer Haustiere. Dissertation, Parey, Berlin 1891
- Über Vermessungen an lebenden Pferden. In: Jahrbuch der D. L. G. Nr. 10, 1895, S. 181–213
- Einiges über den Einfluss der Oxalsäure in Futterstoffen. Nach Versuchen an Schafen. Habilitationsschrift vom 30. April 1897, Galle, Breslau 1897
- Die Hengste der Königlich-Preußischen Landgestüte 1896–1897. Ein Beitrag zur Kunde der Pferdeschläge in Deutschland. Heft 43 der Arbeiten der D. L. G., Berlin 1899
- Pferdezucht unter besonderer Berücksichtigung des betriebswirtschaftlichen Standpunktes. Leitfaden für Züchter, Besitzer und Freunde des Pferdes. Ulmer, Stuttgart 1902
- Schwarzenecker's Pferdezucht. Simon von Nathusius (Hrsg.), 4. Auflage (1902) und 5. Auflage (1910), Paul Parey, Berlin/Halle 1902 und 1910
- Atlas der Rassen und Formen unserer Haustiere, in 6 Teilen (Serien): I. Pferderassen, II. Rinderrassen, III. Schaf-, Schweine- und Ziegenrassen, IV. Geflügelrassen, V. Hunderassen, VI. Verschiedenheiten der Form, verursacht durch Geschlecht, Aufzucht, Gebrauchszweck, Variabilität u.s.w. – zum Teil mit Originalzeichnungen des Tiermalers Thomas von Nathusius, Verlag von Eugen Ulmer in Stuttgart, Verlag für Landwirtschaft, Obst- und Gartenbau, Stuttgart ab 1904
- mit Felix Hoesch: Pferde-Zucht. 2 Teile. 1. Allgemeines und Zucht des kaltblütigen Pferdes, 2. Das kaltblütige Pferd, dessen Zucht, Pflege und Haltung. Landwirtschaftliche Bücherei, Jena 1905
- Messungen an Stuten, Hengsten und Gebrauchspferden. Ein Beitrag zur Kunde der Pferdeschläge in Deutschland. Heft 112 der Arbeiten der D. L. G., Berlin 1905
- Aufgabe, Durchführung und bisheriges Ergebnis von Messungen am lebenden Pferde. Deutsche Gesellschaft für Züchtungskunde (Flugschrift), Berlin 1910
- Pferdezucht und Rennsport. In: Illustriertes Landwirtschafts-Lexikon. Vierte, neubearbeitete Auflage, Berlin 1910
- Messungen an 1460 Zuchtpferden und 590 Soldatenpferden. Dritter Beitrag zur Kunde der Pferdeschläge in Deutschland. Heft 205 der Arbeiten der D. L. G., Berlin 1911
- Der Haustiergarten und die dazu gehörigen Sammlungen im Landwirtschaftlichen Institut der Universität Halle, Kurzer Leitfaden für Besucher und Interessenten. Schaper, Hannover 1912
- Die Tierzucht in: Philipp Zorn, Herbert von Berger (Schriftleitung): Deutschland unter Kaiser Wilhelm II., hrsg. v. Siegfried Körte, Friedrich Wilhelm von Loebell u. a. 3 Bände. R. Hobbing, Berlin 1914.